# Steel Spider
Oliver « Ollie » Osnick, alias le Steel Spider est un super-héros évoluant dans l'univers Marvel de la maison d'édition Marvel Comics. Créé par le scénariste Bill Mantlo et le dessinateur Ed Hannigan, le personnage de fiction apparaît pour la première fois dans le comic book The Spectacular Spider-Man #72 en novembre 1982.
Il apparaît principalement dans diverses aventures du héros Spider-Man.

## Biographie du personnage

### Origines
Oliver Osnick était un jeune adolescent surdoué en surpoids qui idolâtrait le Docteur Octopus. Il utilisa son génie pour concevoir ses propres tentacules mécaniques. Puis, Il fonda un groupe composé d'enfants, vêtus comme des super-bandits, mais ces derniers finirent par l'abandonner rapidement. Ollie fugua loin de chez lui et entra par effraction dans un magasin de jouets.
Là, il assomma violemment le garde de sécurité au point de le croire mort. Alors qu'il voguait d'immeubles en immeubles,  Spider-Man assista à la scène, croyant qu'il s'agissait du Docteur Octopus, et se lança à la charge, projetant ainsi Ollie dans un réservoir d'eau. Le tisseur réalisa bien vite son erreur, quand il réussit sans peine à arracher une des tentacules. Il tira rapidement Oliver hors de l'eau pour découvrir qu'il s'agissait d'un adolescent. Entre-temps, le garde finit par se réveiller et Spider-Man ramena "Ollie" sans encombre chez lui.
Le jeune Oliver fut si impressionné par le Tisseur, qu'il modifia, par la suite, ses tentacules mécaniques pour en faire des pattes d'araignée, puis endossèrent un déguisement d'Halloween de Spider-Man afin de devenir le Spider-Kid. Ses activités héroïques aboutirent souvent à des échecs, obligeant Spider-Man à souvent lui sauver la vie.
Par ailleurs, Ollie Osnick a contribué à la création d'un groupe de super-héros éphémère (aux côtés de Frog-Man et Toad) appelé The Misfits. Finalement, il fut convaincu de raccrocher son costume et de suivre une enfance normale.
Cependant, durant ses années scolaires et universitaires, Oliver Osnick changea radicalement. Il s'entraina durement et devint un véritable athlète. Ollie continua à nourrir l'espoir de devenir un héros et n'a cessé de continuer à inventer de nouvelles armes et à modifier ses pattes d'araignée. Mais le jour où sa petite amie fut agressée (elle devint paraplégique), il succomba à la vengeance. Se concevant un costume renforcé, de couleur bleu nuit, il s'équipa avec ses propres inventions et prit l'identité du Steel Spider. Il retrouva rapidement les agresseurs de sa petite amie et se chargea brutalement d'eux. Réalisant qu'il ne voulait en aucun cas devenir un justicier ni appartenir à un groupe d'autodéfense, Oliver Osnick renonça à son choix et choisit de se construire un foyer auprès de la femme qu'il aimait.
Par la suite, il accepta de travailler dans une fête foraine sous l'identité de Steel Spider et pu ainsi continuer à s'entrainer physiquement, à s'exercer à la manipulation de ses nouvelles pattes d'araignée et à perfectionner ses inventions. Mais des concours de circonstances vont faire qu'il sera pris à maintes reprises pour Spider-Man par des ennemis de seconde zone du tisseur. Le forçant ainsi à revoir sa position sur sa condition de super-héros.
Quand Onslaught attaqua la ville de New York, le Steel Spider prêta main-forte aux héros contre les Sentinelles d'invasion, s'associant pour l'occasion à Darkhawk et aux New Warriors pour reprendre le Pont de Brooklyn.

### PostCivil War
Équipé d'un nouveau jeu de pattes d'araignée, Ollie affiche une aversion prononcé envers la Loi de recensement de Super-Héros. Étant un non-recensé, le Steel Spider devient une cible pour l'équipe gouvernementale, les Thunderbolts. La mention de son nom cause des soubresauts de rire nerveux chez Norman Osborn car ce dernier lui rappelle Spider-Man. Après avoir éliminé plusieurs inadaptés drogués, Ollie commença à craindre les Thunderbolts.
Lors de sa confrontation avec les Thunderbolts, il fut rejoint dans sa lutte par l'Aigle américain et Sepulchre. Après avoir mis en déroute Venom, l'Homme-radioactif et le Néo-Swordsman, le Steel Spider dut pousser ses pattes métalliques au maximum de leurs possibilités et utiliser l'intégralité de son arsenal pour les affronter, ainsi que Songbird et Pénitence, avec honneur. Faisant cette remarque à ses alliés « Ceci est un magnifique combattant. Je parie qu'ils ne s'y attendait pas !!! ». Alors que le combat continuait, le Steel Spider ne put empêcher Venom (Mac Gargan) de mordre inopinément son bras, l'arracher puis le manger.

## Pouvoirs, capacités et équipement
Oliver Osnick ne possède aucun super-pouvoir. Cependant, c'est un excellent athlète doué pour le combat et la voltige.
- Il possède quatre pattes d'araignée mécaniques (semi-indépendantes, rétractables, repliables & télescopiques) reliées à un pack fixé à un harnais dorsale et qu'il contrôle via un système novateur de neuro-capteurs logé dans son masque. Inspirées des tentacules cybernétiques du Docteur Octopus, elles ont été conçues par Ollie à partir d'un mélange d'acier, de titane & de métaux rarissimes, donnant un métal léger, non-conducteur, inoxydable & très résistant, le titacium.
- Le Steel Spider porte sur ses avant-bras des gantelets contenant vaporisateurs de poivre modifiés, lanceur de grappin (à gauche), lanceur de toile...